# Holländer Haubenhuhn
Das Holländer Haubenhuhn (niederländisch Hollands kuifhoen) ist eine seit Jahrhunderten bekannte Haubenhuhnrasse. Laut dem Geflügelkundler Bruno Dürigen wurde von dem holländischen Tiermaler Jan Monckhorst bereits 1657 ein Holländer Haubenhuhn bildlich dargestellt.

## Merkmale
Statt Kamm trägt diese Rasse eine Haube aus Federn. Meist werden schwarze Hühner mit weißer Haube gezüchtet (Weißhaube schwarz). Blau-gesäumte Weißhauben gehören zu den Raritäten der Rasse. Die Farbenschläge Weißhaube weiß, Weißhaube gesperbert, Weißhaube schwarz-weißgescheckt und Schwarzhaube weiß sind im Bund Deutscher Rassegeflügelzüchter (BDRG) und dem Europäischen Verband für Geflügel- und Kaninchenzucht ebenfalls anerkannt.
Mit etwa zwei Kilogramm zählen die Holländer Haubenhühner zu den kleinen Hühnerrassen. Die Hennen legen etwa 100 bis 140 Eier pro Jahr. Das Gewicht der Eier liegt zwischen 35/45 und 50 Gramm. Die Hähne sehen den Hennen recht ähnlich. Lediglich Schwanz, Haube und Beine sind fülliger. Diese Rasse ist zutraulich, pflegeleicht und lebhaft.
Trotz der Haube besitzen sie ein recht gutes Sichtfeld; dennoch sollte die Haube einmal im halben Jahr geschnitten werden. Die Tiere vertragen sich gut mit anderen Hühnern und auch unter den Gockeln gibt es keine Streitigkeiten.

## Bestand und Gefährdung
Laut TGRDEU (Zentrale Dokumentation Tiergenetischer Ressourcen in Deutschland) gab es 2005 über alle Farbenschläge noch 100 Hähne und 445 Hennen. Bis 2016 sank der Bestand auf 40 Hähne und 166 Hennen.

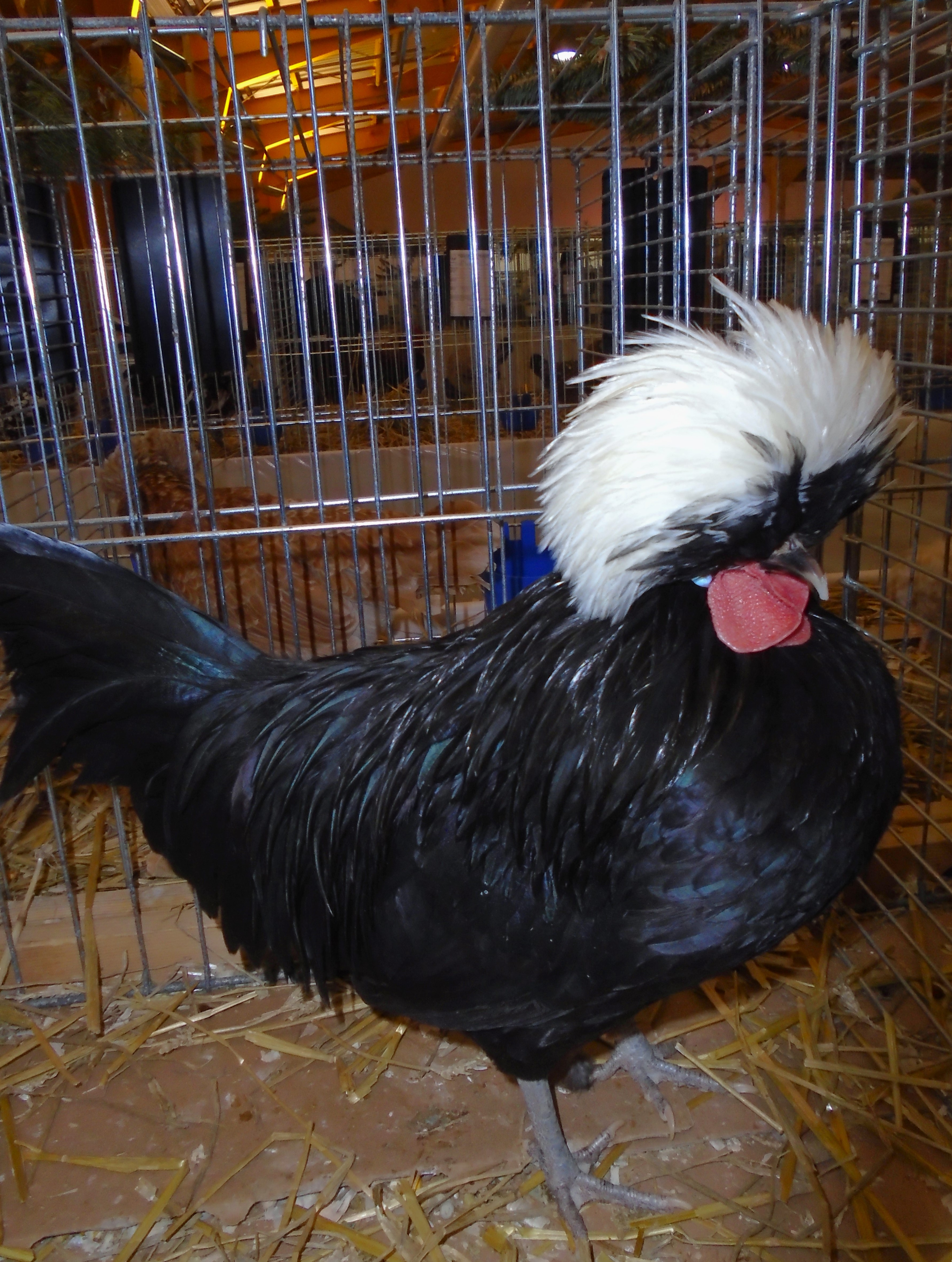
Holländer Haubenhuhn auf einer Ausstellung

## Zwergform
Mit dem Zwerg-Holländer Haubenhuhn existiert auch eine vom BDRG anerkannte Zwerghuhnrasse. Bereits Ende des 19. Jahrhunderts wurde eine Zwergform in den USA gezüchtet. In Deutschland wurden erstmals 1912 Zwerg-Holländer Haubenhühner im schwarzen Farbenschlag vorgestellt. Der Hahn wiegt 900 Gramm und die Henne 800 Gramm. Die Legeleistung beträgt ca. 100 Eier im Jahr. Heute ist die Zwergform sogar weiter verbreitet als die Großrasse und hat insgesamt 8 anerkannte Farbenschläge vorzuweisen.